# Джованні Скіапареллі
Джова́нні Вірджи́ніо Скіапаре́ллі (італ. Giovanni Virginio Schiaparelli; 14 березня 1835 — 4 липня 1910 — італійський астроном.

## Біографія
У 1854 році Скіапареллі закінчив Туринський університет, після чого почав працювати в Берліні. У 1859—1860 роках працював у Пулківській обсерваторії, у 1862 році став директором обсерваторії Брера, яка розташована в Мілані.
Скіапареллі спостерігав за подвійними зорями й об'єктами Сонячної системи, зокрема планетою Марс. 26 квітня 1861 року Скіапареллі вдалося знайти астероїд 69 Гесперія. У 1866 році він вперше показав, що метеорні потоки Леоніди й Персеїди пов'язані з кометами.
У 1877 році Скіапареллі вдалося віднайти марсіанські канали (він назвав їх прямими лініями на поверхні планети). Завдяки такій назві наприкінці XIX — на початку XX століття стала поширеною точка зору про штучне виникнення «каналів» та існування цивілізації на Марсі. Дещо пізніше було доведено, що канали є оптичною ілюзією.
Скіапареллі також помітив, що деякі об'єкти на поверхні Марса залишаються чіткими навіть протягом потужних пилових бур, на основі чого він виніс вірне припущення про їх значну висоту. Сьогодні один з цих об'єктів — гора Олімп (21,9 км) — відомий як найвища гора Сонячної системи.
У 1872 році Скіапареллі був нагороджений золотою медаллю Королівського астрономічного товариства. На його честь названі кратери на Місяці та Марсі.
Скіапареллі — дядько відомого модельєра Ельзи Скіапареллі.

## Науковий доробок
Відомий своєю теорією метеорів і відкриттям «каналів» на Марсі. Почесний член Петербурзької АН (з 1904 року).

## Нагороди й відзнаки
- 1872 — Золота медаль Королівського астрономічного товариства (англ. Gold Medal of the Royal Astronomical Society)
- 1902 — Медаль Кетрін Брюс